# Żona fil-Baħar fil-Lbiċ
Żona fil-Baħar fil-Lbiċ este o arie protejată (arie de protecție specială avifaunistică — SPA) din Malta întinsă pe o suprafață de 25.595,15 ha, integral marine.

## Localizare
Centrul sitului Żona fil-Baħar fil-Lbiċ este situat la coordonatele 35°48′19″N 14°25′26″E / 35.8052°N 14.424°E.

## Înființare
Situl Żona fil-Baħar fil-Lbiċ a fost declarat arie de protecție specială avifaunistică în noiembrie 2016 pentru a proteja 3 specii de animale.

## Biodiversitate
Situată în ecoregiunea marină mediteraneană, aria protejată nu include niciun habitat protejat.
La baza desemnării sitului se află mai multe specii protejate de  păsări (3): Calonectris diomedea, Hydrobates pelagicus, Puffinus yelkouan.